# Robbie Henshaw
Robert („Robbie“) Anthony Henshaw (* 12. Juni 1993 in Athlone) ist ein irischer Rugby-Union-Spieler. Er spielt auf der Position des Innendreiviertels für das irische Team Leinster Rugby und die irische Nationalmannschaft. Zu seinen Erfolgen gehören ein Meistertitel mit Connacht Rugby, vier Meistertitel und ein Europapokalsieg mit Leinster Rugby sowie zwei Turniersiege bei Six Nations mit Irland (mitsamt Grand Slam).

## Biografie

### Vereinskarriere
Henshaw absolvierte das Marist College in Athlone und war Kapitän der Rugbymannschaft seiner Schule, die 2012 den Connacht Schools Rugby Senior Cup gewann. Neben Rugby spielte er in seiner Jugend auch Gaelic Football. Er ist auch musikalisch begabt und spielt Akkordeon, Geige, Gitarre und Klavier, weshalb er den Spitznamen „One Man Band“ trägt. Nach dem Schulabschluss studierte er Geographie und Wirtschaft am University College Dublin. 2011 gewann Henshaw mit Connacht Rugby die U20-Meisterschaft, ein Jahr später wurde er provisorisch ins Profiteam des Provinzverbandes aufgenommen. Sein erstes Meisterschaftsspiel in der damaligen Pro12 bestritt er am 1. September 2012 als Einwechselspieler gegen die Cardiff Blues. Zwei Monate später unterschrieb er seinen ersten Profivertrag. Henshaw stieg rasch zum Stammspieler auf und erzielte seinen ersten Versuch am 12. April 2013 gegen Edinburgh Rugby. Zu Beginn seiner Profikarriere wurde er überwiegend auf der Position des Schlussmannes eingesetzt, entwickelte sich aber mit der Zeit zu einem Innendreiviertel.
Im Februar 2016 erfuhr die Öffentlichkeit, dass Henshaw am Ende der Saison 2015/16 zu Leinster Rugby wechseln wird. Grund dafür waren unterschiedliche Vorstellungen bezüglich einer möglichen Vertragsverlängerung. Connacht zog in der Folge ins Meisterschaftsfinale und setzte sich mit Henshaw in der Startaufstellung mit 20:10 gegen dessen zukünftigen Arbeitgeber durch. Sein erstes Spiel für Leinster bestritt er am 8. Oktober 2016 gegen Munster Rugby. Im Finale des European Rugby Champions Cup 2017/18, das mit einem 15:12-Sieg über Racing 92 endete, gehörte er der Startformation an. Dabei zog er sich jedoch eine leichte Knieverletzung zu, so dass er das darauf folgende Finale der Meisterschaft verpasste. Bei diesem konnte sich sein Team mit 40:32 gegen die Scarlets durchsetzen. In der darauffolgenden Saison 2018/19 stand Henshaw erneut in beiden Endspielen auf dem Platz. Während Leinster im Finale des European Champions Cup den Saracens mit 10:20 unterlag, behielt es im Meisterschaftsfinale mit 18:15 die Oberhand über die Glasgow Warriors.
Die Erfolgsserie setzte sich in der Saison 2019/20 fort. Im Meisterschaftsfinale steuerte Henshaw einen Versuch zum 27:5-Erfolg über Ulster Rugby bei. Auch im Finale der Saison 2020/21, das Leinster mit 16:6 gegen Munster für sich entschied, nahm er eine zentrale Rolle ein. Sowohl 2022 als auch 2023 spielte er im Finale des European Rugby Champions Cup, doch seine Mannschaft musste sich beide Male Stade Rochelais jeweils knapp geschlagen geben.

### Nationalmannschaft
Henshaw war der erste Absolvent des Marist College oder einer anderen in Athlone ansässigen Schule, der für die Schülerauswahl Irish Schoolboys spielte. Mit ihr gewann er 2011 die U18-Europameisterschaft. 2013 bestritt er ein Spiel für die U20-Nationalmannschaft und zwei Spiele für das Reserve-Nationalteam Ireland Wolfhounds. Nationaltrainer Joe Schmidt berief ihn in den Kader der irischen Nationalmannschaft für die End-of-year Internationals 2013. Sein erstes Test Match bestritt er am 16. November 2013 als Einwechselspieler bei der 15:32-Heimniederlage gegen Australien, zunächst als Ersatz für Brian O’Driscoll und dann als Ersatz für Rob Kearney. Er wurde zwar für das Six Nations 2014 aufgeboten, kam aber zu keinem Einsatz. Ein Jahr später etablierte sich Henshaw allmählich als Stammspieler und bestritt alle fünf Partien des Six Nations 2015. Beim 19:9-Sieg über England am 1. März 2016 erzielte er seinen ersten Versuch auf internationaler Ebene, ebenso erhielt er erstmals die Auszeichnung als „Man of the Match“. Er nahm an der Weltmeisterschaft 2015 teil, an der er die Gruppenspiele gegen Italien und Frankreich sowie das Viertelfinale gegen Argentinien bestritt.
Als Irland am 5. November 2016 in Chicago auf Neuseeland traf, trug Henshaw mit einem Versuch kurz vor Spielende entscheidend zum historischen 40:29-Sieg bei, dem ersten überhaupt der Iren gegen die All Blacks. Im Juni 2017 nahm er an der Neuseeland-Tour der British and Irish Lions teil. Er kam in vier Spielen gegen Super-Rugby-Teams zum Einsatz, verpasste aber alle drei Test Matches aufgrund einer Muskelzerrung im Brustbereich. Henshaw bestritt die beiden ersten Spiele des Six Nations 2018. Gegen Italien erzielte er zunächst zwei Versuche, musste dann aber kurz nach der Halbzeitpause wegen einer Schulterverletzung ausgewechselt werden und verpasste den Rest des Turniers, das die Iren mit einem Grand Slam für sich entschieden. Auch das Six Nations 2019 verlief für ihn persönlich nicht zufriedenstellend. Nachdem er im November 2018 eine Oberschenkelzerrung erlitten hatte, konnte er nur das Spiel gegen England bestreiten. Die Verletzung machte ihm das ganze Jahr über zu schaffen und es bestanden Zweifel, ob er überhaupt an der Weltmeisterschaft 2019 teilnehmen könne. Schließlich reichte es für das Vorrundenspiel gegen Samoa und das Viertelfinale gegen Neuseeland.
Sowohl beim Six Nations 2020 als auch beim Six Nations 2021 spielte Henshaw in allen Partien. Er nahm an der Südafrika-Tour teil. Er bestritt sowohl das Auftaktspiel gegen Japan (eines der seltenen „Heimspiele“ der Lions), sondern auch alle drei Test Matches gegen Springboks (die amtierenden Weltmeister). Ende November 2022 musste er sich einer Operation am Handgelenk unterziehen lassen, worauf er mehrere Wochen lang ausfiel. Er verpasste dadurch die ersten drei Runden des Six Nations 2023, konnte aber gegen Schottland und England eingesetzt werden und hatte somit Anteil am erneuten irischen Titelgewinn mitsamt Grand Slam.

## Erfolge
Connacht Rugby:
- Meister Pro12: 2016

Leinster Rugby:
- Meister Pro14: 2018, 2019, 2020, 2021
- Sieger European Rugby Champions Cup: 2018
- Finalist European Rugby Champions Cup: 2019, 2022, 2023

Irland:
- Sieger Six Nations: 2018, 2023
- Grand Slam: 2018, 2023
- Triple Crown: 2018, 2022, 2023